# Richard Knotek
Richard Knotek (4. června, 1962, Praha – 1. srpen, 2007, Snohomish, Washington, USA) byl dětský filmový herec.
Poprvé se objevil před kamerou ve svých čtrnácti letech v roce 1976 ve filmu Odysseus a hvězdy, kde vytvořil jednu ze tří hlavních dětských rolí vedle Gustava Bubníka a Vladimíra Vondry. O rok později v roce 1977 hrál hlavní dětskou roli, Vláďu Karase, v seriálu režiséra Ludvíka Ráži Tajemství proutěného košíku. Hrál zde s herci jako byli Jiří Krampol, Jana Šulcová, Josef Kemr, Martin Štěpánek, Josef Větrovec, Dana Hlaváčová, Rudolf Jelínek a další. Druhou hlavní roli jeho nevlastního bratra hrál Michael Dymek.
V roce 1979 si Richard Knotek v televizním filmu Jedničky má papoušek zahrál s Vladimírem Menšíkem, v roce 1980 pak účinkoval ve filmu Dívka s mušlí. Naposled se objevil před kamerou v roce 1981 při natáčení filmu Zakázaný výlet.
Vystudoval hotelovou školu v Praze, studia dokončil v roce 1981, ale oboru se nevěnoval. V roce 1982 emigroval do Seattlu v USA, kde podnikal ve sféře oděvního průmyslu.
Zemřel tragicky 1. srpna 2007 ve Snohomishi ve státě Washington v USA.